# Tibério Gaspar
Tibério Gaspar Rodrigues Pereira (Rio de Janeiro, 11 de setembro de 1943 - Rio de Janeiro, 15 de fevereiro de 2017) foi um violonista, produtor musical e compositor brasileiro.
Gaspar é autor de várias composições que foram sucessos na voz de Wilson Simonal, de Evinha, de Tony Tornado, etc. São dele, em parceria com Antonio Adolfo, grandes sucessos, como: "Sá Marina", "BR-3" e "Teletema".

## Discografia
- 2002 - Tibério canta Gaspar